# Jan Eliasson
Pour les articles homonymes, voir Eliasson.
Jan Eliasson, né le 17 septembre 1940 à Göteborg, est un diplomate suédois. Il est envoyé spécial du secrétaire général pour la crise au Darfour en 2006, puis vice-secrétaire général des Nations unies de 2012 à 2016.

## Biographie

### Formation
Jan Eliasson étudie aux États-Unis de 1957 à 1958, dans le cadre d’un programme d’échange d’étudiants, et reçoit son diplôme de l’Académie navale suédoise en 1962. Il obtient une maîtrise d'économie en 1965.

### Carrière diplomatique
Au fil de sa carrière diplomatique, Jan Eliasson est en poste à New York, par deux fois, à Paris, à Bonn, à Washington (par deux fois, la première dans les années 1970, en pleine guerre du Viêt Nam) et à Harare, où il ouvre la première ambassade suédoise en 1980. Il est le conseiller diplomatique du Premier ministre suédois de 1982 à 1983, et directeur général des affaires politiques au ministère suédois des Affaires étrangères, de 1983 à 1987.
De 1980 à 1986, Jan Eliasson fait partie des missions de médiation de l’ONU dans la guerre entre l’Iran et l’Irak, dirigées par l’ancien premier ministre Olof Palme : c'est d'ailleurs à cette période qu'il fera la découverte des armes chimiques en Irak. 
De 1988 à 1992, il est ambassadeur de Suède à l’ONU à New York. Durant cette période, il est également le représentant personnel du secrétaire général pour l’Iran/l’Iraq et président du groupe de travail de l’Assemblée générale pour les secours d’urgence (1991), vice-président du Conseil économique et social (1991-1992) et président du Fonds d’affectation spéciale des Nations unies pour l’Afrique du Sud (1988-1992).
En 1992, Jan Eliasson est désigné premier sous-secrétaire général aux affaires humanitaires. Durant l’exercice de cette fonction, il participe à des opérations en Somalie, au Soudan, en Mozambique et dans les Balkans et prend également des initiatives concernant les mines terrestres, la prévention des conflits et l’action humanitaire. De 1993 à 1994, il fait office de médiateur dans le conflit du Haut-Karabakh pour l’Organisation pour la sécurité et la coopération en Europe (OSCE) et est professeur associé à l’université d'Uppsala en Suède, donnant des conférences sur la médiation, le règlement des conflits et la réforme de l’ONU.
Rompu à la diplomatie et aux relations étrangères, Jan Eliasson est secrétaire d’État aux Affaires étrangères de 1994 à 2000, une position clef pour formuler et mettre en œuvre la politique étrangère suédoise.
Ambassadeur de Suède auprès des États-Unis de 2000 à 2005, il est élu président de l'Assemblée générale des Nations unies le 13 juin 2005 et exerce la fonction pendant la soixantième session de septembre 2005 à septembre 2006.

### Ministre des affaires étrangères
Le 27 mars 2006, Jan Eliasson est nommé ministre des Affaires étrangères par le Premier ministre suédois, Göran Persson, poste qu'il conserve jusqu'à la victoire du centre-droit aux élections législatives du 17 septembre 2006. Dans la lignée de Palme, il reste très attaché à la politique étrangère plaçant l'ONU comme cadre déterminant des relations internationales d'une part, et à une Suède solidaire et internationaliste.

### Vice-secrétaire général des Nations unies
Le 2 mars 2012, il est nommé vice-secrétaire général des Nations unies par le secrétaire général Ban Ki-moon et succède à la tanzanienne Asha-Rose Migiro le 1er juillet suivant. Son mandat s'achève en même que celui de Ban Ki-moon le 31 décembre 2016.

### Autres fonctions
Jan Eliasson est auteur et coauteur de plusieurs livres et articles. Il donne fréquemment des conférences sur la politique étrangère et la diplomatie. Il a reçu des doctorats honoraires de l’Université américaine (Washington, D. C.), des Universités de Uppsala et Göteborg (Suède) et de Bethany College (en) (Kansas). Il a également été décoré par plusieurs gouvernements.
Il est également membre d'honneur de la Fondation Sergio Vieira de Mello.

## Honneurs et distinctions
- Docteur honoris causa de l'université de Göteborg
- Docteur honoris causa de l'université d'Uppsala
- Grand-croix de l'ordre de l'Infant Dom Henri
- Grand-croix de l'ordre d'Isabelle la Catholique
- Grand-croix de l'ordre du Faucon
- ordre de l'Étoile blanche d'Estonie de 1re classe